# Бенсон, Лайман Дэвид
Лайман Дэвид Бенсон (англ. Lyman David Benson, 1909 — 1993) — американский ботаник. Лауреат премии «Золотой кактус».   

## Биография
Лайман Дэвид Бенсон родился в 1909 году.
Он был преподавателем и руководителем диссертационной работы Эдварда Фредерика Андерсона. Бенсон внёс значительный вклад в ботанику, описав множество видов семенных растений.
Лайман Дэвид Бенсон умер в 1993 году.

## Научная деятельность
Лайман Дэвид Бенсон специализировался на семенных растениях.

## Некоторые публикации
- 1957. Plant Classification. Ed. Heath, Boston. 688 pp.
- 1969. The Cacti of Arizona. 3ª ed. U.Arizona, Tucson. 218 pp. ISBN 0-8165-0509-8.
- 1969. The Native Cacti of California. 243 pp. Ed. Stan. U, Stanford. ISBN 0-8047-0696-4.
- 1981. Trees and Shrubs of the Southwestern Deserts. Ed. Univ. of Arizona. ISBN 0-8165-0591-8.